# Reality (film 2014)
Reality (fr. Réalité) – francusko-belgijsko-amerykański film z 2014 roku w reżyserii Quentina Dupieux opowiadający o staraniach zdobycia pieniędzy na swój film przez Jasona (Alain Chabat). Film miał swoją światową premierę podczas 71. MFF w Wenecji, gdzie zaprezentowany został w sekcji "Horyzonty".

## Opis
Spokojny kamerzysta Jason marzy o nakręceniu swojego pierwszego filmu - filmu grozy. Bob Marshall, bogaty producent, zgadza się wyłożyć pieniądze na jego produkcję ale stawia jeden warunek: Jason w przeciągu 48 godzin znajdzie najlepszy krzyk w dziejach filmu. Podczas poszukiwań Jason zaczyna błądzić w koszmarach.

## Obsada
- Alain Chabat jako Jason Tantra
- Jonathan Lambert jako Bob Marshall
- Élodie Bouchez jako Alice Tantra
- Kyla Kenedy jako Reality
- Jon Heder jako Dennis
- Eric Wareheim jako Henri
- John Glover jako Zog
- Lola Delon jako Asystentka Zoga
- Matt Battaglia jako Mike
- Susan Diol jako Gaby
- Erik Passoja jako Billie
- Jonathan Spencer jako Blue
- Bambadjan Bamba jako Tony
- Michel Hazanavicius jako Prezenter na gali rozdania nagród
- Roxane Mesquida jako Hostessa na gali rozdania nagród
- Brad Greenquist jako Jacques
- Patrick Bristow jako Klaus
- Sandra Nelson jako Isabella
- Axelle Cummings jako Recepcjonistka
- Brandon Gage jako Serge
- Raevan Lee Hanan jako Luci
- Jayce Dempsey jako Kościotrup
- August Bagg jako Pies
- Justin Share jako Frankenstein
- Morgan Hesen jako Bruno
- Elizabeth Bond jako Pani Marc
- Carol Locatell jako Lucienne
- Jayne Entwistle jako Suzy
- Atticus Todd jako  Daniel
- Travis Guba jako Technik
- Judy Kain jako Kasjerka
- Nate Coker jako Filmowy klient
- Jason Sims-Prewitt jako Atleta na siłowni
- Jonathan Kowalsky jako Klient siłowni
- Michael J. Sielaff jako Facet z siłowni
- Roy Abramsohn jako Nadzorca
- Elliot Goldwag jako Stary mężczyzna
- Stuart McLean jako Widz
- Dwayne Standridge jako Widz
- Kaela Crawford jako Widz
- Andrew Shea jako Widz
- Mark Burnham jako Frank
- Hayley Holmes jako Pasażerka
- Charley Koontz jako Pieszy
- Shannon Edwards jako Obserwatorka fal
- Michael Lanahan jako Widz
- Nick Charles jako Asystent kamerzysty Zorga